# Clearstream-Affäre
Die Clearstream-Affäre ist eine politische Affäre in Frankreich, bei der es um den Vorwurf der Denunziation im Zusammenhang mit angeblichen Schwarzgeld-Geschäften geht. Sie erhielt den Namen wegen einer seit 2001 laufenden richterlichen Untersuchung um das luxemburgische Clearingunternehmen Clearstream.

## Geschichte
Anfang 2004 wurde dem Untersuchungsrichter Renaud van Ruymbeke anonym eine CD-ROM mit über 16.000 Konten zugespielt. Diese CD erweckte den Eindruck, bei Clearstream gebe es geheime Konten. Über diese Konten hätten angeblich Personen die Verfügungsgewalt, die am damals laufenden Verkauf französischer Fregatten teilhatten. Die Schiffe verkaufte das Unternehmen Thomson-CSF an Taiwan.
Der anonyme Denunziant erhebt den Vorwurf, dass Clearstream, ein Tochterunternehmen der Deutschen Börse, eine riesige Waschanlage für Schwarzgeld aus Drogen- und Rüstungsgeschäften sei. In dieser Geldwaschanlage würden u. a. Oligarchen wie Michail Chodorkowski große Unternehmen dirigieren, um sie zur Geldwäsche zu nutzen. Diese Oligarchen seien für den Tod des früheren französischen Matra-Eigentümers Jean-Luc Lagardère verantwortlich. Viele dieser Anschuldigungen tauchten bereits in den Büchern Révélation$ (2001) und La boîte noire (2002) des Enthüllungsjournalisten Denis Robert auf.
Nach ein paar Monaten spielte der anonyme Informant dem Untersuchungsrichter eine Datei zu, in der Clearstream-Datensätze mit Namen und Kontonummern verknüpft waren. Dabei tauchten neben Philippe Delmas, der Nummer 2 bei Airbus, auch illustre Namen wie der des damaligen Finanzministers und ehemaligen Staatspräsidenten Nicolas Sarkozy, die ehemaligen sozialistischen Minister Dominique Strauss-Kahn und Jean-Pierre Chevènement sowie des UMP-Abgeordneten Alain Madelin auf.
Schnell konnte der Untersuchungsrichter Delmas von dem Verdacht befreien, weil die Urdatensätze offenkundig beim französischen Auslandsgeheimdienst DGSE auf Verbindungen zu al-Qaida durchleuchtet und dabei manipuliert worden waren. Der Geheimdienst ist dem Verteidigungsministerium unterstellt. Damit schloss Richter van Ruymbeke die Akte zunächst im Dezember 2005.

### 2006
Damaliger Innenminister war Dominique de Villepin, Intimfeind von Sarkozy. Dieser verdächtigt ihn des Amtsmissbrauchs: Unter dem Vorwand von Staatsgeheimnissen soll Villepin dem ihm unterstellten, konkurrierenden Geheimdienst DST verboten haben, einen Sarkozy entlastenden Untersuchungsbericht an den Untersuchungsrichter weiterzugeben. In seinem Buch „La Tragédie du Président“ stellt der Journalist Franz-Olivier Giesbert die Behauptung auf, de Villepin habe angesichts der Umstände gejubelt und Sarkozy am Ende gesehen. Sarkozy seinerseits erstattete im Januar 2006 Anzeige. Ein weiterer Untersuchungsrichter, Jean-Marie d’Huy, bemühte sich daraufhin, den „Raben“ (den anonymen Denunzianten) ausfindig zu machen.
Hausdurchsuchungen, auch bei Airbus-Chef Gustav Humbert und bei Noël Forgeard, der vom Präsidentenberater Chiracs bis in die EADS-Spitze aufgestiegen war, verliefen anfangs ergebnislos. Hintergrund war ein Manager-Machtkampf um die Postenvergabe im französischen Arm von EADS und Airbus, zwischen dem ehemaligen Matra-Dassault-Zweig von Airbus einerseits und dem ehemaligen Thomson-Thales-Alcatel-Zweig des Unternehmens andererseits. Auch beim Chef der DGSE, Alain Juillet, fand eine Durchsuchung der Büroräume statt.
Der Chef des dem Innenministerium unterstehenden DST Pierre de Bousquet sagte gegenüber Richter d’Huy aus, dass er über den anonymen Informanten zwar nichts wisse, aber dass de Villepin ihn angewiesen habe, „herauszufinden, was hinter dieser Geschichte steckt“. Der Untersuchungsrichter stellte fest, dass die DST-Nachrichtendienstler den Verdacht hegten, der Vizepräsident von EADS, Jean-Louis Gergorin und einer seiner Mitarbeiter, ein hochqualifizierter Informatiker, seien die gesuchten „Raben“. Daraufhin kam es auch zu Durchsuchungen bei EADS.
Am Rande der richterlichen Untersuchung dieser  Affäre tauchte der Name des französischen Agenten Philippe Rondot auf. Rondot war Führungsoffizier von Imad Lahoud, der 2003 bei der DGSE als „freier Mitarbeiter“ eingeführt worden war. Lahoud, Neffe des syrienfreundlichen, libanesischen Präsidenten Émile Lahoud, arbeitete bis zum Sommer 2003 an der Aufklärung der dunklen Finanzquellen von Osama bin Laden. Rondot stellte Lahoud dem Vizepräsidenten von EADS, Gergorin, vor. Im März 2003 traf Lahoud den Enthüllungsjournalisten Denis Robert, der ihn zu der Kontroverse um Clearstream interviewen wollte. Lahoud soll Robert dabei Computerlisten von Clearstream überlassen haben. Gergorin und Lahoud bestreiten nachdrücklich, mit der Denunziation etwas zu tun zu haben.
In einer Vernehmung durch die beiden Ermittlungsrichter sagte General Rondot unter Eid aus, dass de Villepin am 9. Januar 2004 in seiner Amtszeit als Außenminister ihm den Auftrag zur Überprüfung der Listen vermeintlicher Auslandskonten von Clearstream erteilte. Dies wird von de Villepin nicht bestritten. Laut Rondot habe sich das Gespräch immer wieder auch um Sarkozy gedreht. Dabei habe de Villepin den Eindruck erweckt, im Auftrag und mit Wissen des Präsidenten Chirac zu handeln, was de Villepin als Verleumdung bestreitet. Le Monde druckte Rondots Aussage auf mehr als drei Zeitungsseiten ab und stellte nahezu die komplette 28 DIN-A4-Seiten umfassende Aussage Rondots ins Internet. Die satirische Wochenzeitung „Le canard enchaîné“ zitierte Rondot, wonach Chirac selbst bei einer japanischen Bank ein Guthaben von ca. € 45 Mio. unterhalten habe.
Im Mai 2006 gibt der EADS-Vizepräsident Jean-Louis Gergorin zu, Autor anonymer Briefe an Untersuchungsrichter zu sein, in denen Sarkozy und andere Politiker fälschlich verdächtigt wurden, über Geheimkonten bei Clearstream Schmiergelder kassiert zu haben. Gergorin wird von seinem Posten bei EADS suspendiert.

### Vorläufiges Ende des Prozesses
Am 20. Oktober 2009 plädierte die Pariser Staatsanwaltschaft auf 18 Monate Bewährungsstrafe für Komplizenschaft bei verleumderischer Denunziation gegen Dominique de Villepin, zwei Jahre Gefängnis für Imad Lahoud und 3 Jahre Gefängnis für Jean-Louis Gergorin. Der Strafgerichtshof hatte nun drei Monate zur Beratung. Am 28. Januar 2010 verkündete das Pariser Gericht seine Entscheidung. Dominique de Villepin wurde freigesprochen, Jean-Louis Gergorin erhielt 15 Monate Gefängnis und Imad Lahoud wurde zu 18 Monaten Gefängnis verurteilt.